# 초식
《초식》(稍食)은 이제하의 단편소설이다.
1972년 《지성》에 발표되었다. 정치적 광기와 혁명의 열풍, 폭력의 위압과 군중의 맹목, 인간의 무력과 허망한 목적을 위한 무의미한 노력들이 줄거리가 제거된 고도의 상징으로 변용되어 확인할 수 없는 문맥으로 모자이크되었다. 이 작품 역시 다른 작품처럼 정체없는 공포감이 분위기적으로 업습한다.

## 참고 문헌
- 이 문서에는 다음커뮤니케이션(현 카카오)에서 GFDL 또는 CC-SA 라이선스로 배포한 글로벌 세계대백과사전의 내용을 기초로 작성된 글이 포함되어 있습니다.